# Mulu Hailemichael
Mulu Kinfe Hailemichael (Adigrat, 12 januari 1999) is een Ethiopisch voormalig wielrenner die in 2023 en 2024 als beroepsrenner reed voor de Spaanse wielerploeg Caja Rural-Seguros RGA.

## Carrière
In 2018 werd Hailemichael, namens een Ethiopische nationale selectie, derde in het eindklassement van de Ronde van Rwanda, achter de Rwandezen Samuel Mugisha en Jean Claude Uwizeye. In het bergklassement bleef hij Timothy Rugg twee punten voor. Een jaar later keerde hij terug en eindigde hij op de vijftiende plaats, ruim dertien minuten achter winnaar Merhawi Kudus. Later dat jaar werd hij vijfde in het eindklassement en won hij het bergklassement in de Ronde van de Aostavallei, een Italiaanse etappekoers voor beloften. In 2020 werd Hailemichael prof bij het Franse NIPPO DELKO One Provence. Namens die ploeg won hij dat jaar de tweede etappe in de Ronde van Rwanda door Jhonatan Restrepo en Biniam Girmay voor te blijven in de massasprint.
In 2022 deed Hailemichael een stap terug naar Global 6 Cycling. Namens die ploeg reed hij echter enkel de Ronde van Normandië, waarna hij in mei van dat jaar de overstap maakte naar de opleidingsploeg van Caja Rural-Seguros RGA. Na slechts een half jaar, waarin de Ethiopiër meerdere overwinningen in het Spaanse amatuercircuit behaalde, maakte hij de overstap naar de hoofdmacht. Zijn debuut in de World Tour maakte hij in maart 2023, toen hij aan de start stond van de Ronde van Catalonië.

## Overwinningen
2018
Bergklassement Ronde van Rwanda
2019
Bergklassement Ronde van de Aostavallei
2020
2e etappe Ronde van Rwanda
2024
 Ethiopisch kampioen tijdrijden, Elite

## Ploegen
- 2019 –  Dimension Data for Qhubeka
- 2020 –  NIPPO DELKO One Provence
- 2021 –  DELKO
- 2022 –  Global 6 Cycling (tot 14 mei)
- 2023 –  Caja Rural-Seguros RGA
- 2024 –  Caja Rural-Seguros RGA

Benton · Fernández · Hailemichael · Mitri · Morris · Peltonen · Schunk · Sessler · Sunderland · Watts · Williams · Young
Amezqueta · Aular · Babor · Balderstone · Barceló · Barrenetxea · Bárta · Cepeda · Etxeberria · García · González · Hailemichael · Johnston · Leitão · López · Martín · Murguialday · Nicolau · Pira · Prades ·Schlegel  · Sorarrain (vanaf 31/7) · Guardeño (stagiair) · Ibáñez (stagiair) · Silva (stagiair)
Arriola-Bengoa · Aular · Babor · Balderstone · Barceló · Bárta · Berwick · Cepeda · Etxeberria 
· Fernández · González · Guardeño · Hailemichael · Johnston · Leitão · López · Murguialday · Nicolau · Prades ·Schlegel · Silva · Sorarrain · Díaz (stagiair) · Ibáñez (stagiair)